# Grand Theft Auto: The Trilogy – The Definitive Edition
Grand Theft Auto: The Trilogy – The Definitive Edition (adesea abreviat ca GTA: The Trilogy – Definitive Edition) este o colecție remasterizată a trei jocuri video de acțiune-aventură open-world dezvoltate de Rockstar Games. Lansată pe 11 noiembrie 2021, această ediție include trei titluri emblematice din franciza Grand Theft Auto: Grand Theft Auto III, Grand Theft Auto: Vice City și Grand Theft Auto: San Andreas. Colecția a fost creată pentru a marca aniversarea de 20 de ani a seriei Grand Theft Auto III și promite îmbunătățiri vizuale și tehnice semnificative față de versiunile originale.

## Istoric și Dezvoltare
Lansarea inițială a celor trei jocuri a avut loc între 2001 și 2004. Grand Theft Auto III a stabilit un nou standard pentru jocurile open-world și a revoluționat industria de gaming, urmat de Vice City și San Andreas, care au extins și rafinat formula de succes. În 2021, pentru a sărbători două decenii de la apariția GTA III, Rockstar Games a decis să aducă aceste jocuri clasice într-o formă modernizată.
Dezvoltarea remasterizării a fost gestionată de Grove Street Games, un studio cunoscut pentru implicarea sa anterioară în portarea jocurilor Rockstar pe platforme mobile. Utilizând Unreal Engine 4, echipa a lucrat pentru a aduce grafica și mecanicile jocurilor la standardele moderne, păstrând în același timp esența originală a fiecărui titlu.

## Jocuri Incluse

### Grand Theft Auto III
Grand Theft Auto III a fost lansat inițial în 2001 și este considerat un pionier în genul open-world. Acțiunea se desfășoară în Liberty City, un oraș fictiv inspirat de New York. Jucătorii preiau controlul lui Claude, un personaj mut care este trădat de iubita sa și caută răzbunare în lumea interlopă. GTA III a introdus o lume tridimensională deschisă, cu o poveste complexă și misiuni diversificate.

### Grand Theft Auto: Vice City
Grand Theft Auto: Vice City a fost lansat în 2002 și aduce jucătorii în atmosfera vibrantă a anilor '80. Orașul Vice City este inspirat de Miami, iar povestea îl urmărește pe Tommy Vercetti, un fost deținut care își construiește un imperiu criminal. Jocul este cunoscut pentru coloana sonoră excelentă și pentru stilul său vizual unic, care capturează perfect esența decadei respective.

### Grand Theft Auto: San Andreas
Grand Theft Auto: San Andreas a apărut în 2004 și este considerat de mulți drept unul dintre cele mai mari și mai complexe jocuri din serie. Acțiunea se petrece în statul fictiv San Andreas, inspirat de California și Nevada, și urmărește povestea lui Carl "CJ" Johnson, care se întoarce în orașul său natal pentru a investiga moartea mamei sale și a-și reconstrui gașca. Jocul introduce numeroase inovații, inclusiv posibilitatea de a personaliza personajul și vehiculele, precum și o hartă vastă și diversificată.

## Îmbunătățiri și Caracteristici Noi
Grand Theft Auto: The Trilogy – The Definitive Edition aduce o serie de îmbunătățiri și noutăți față de versiunile originale:
1. Grafica îmbunătățită: Jocurile beneficiază de texturi de înaltă rezoluție, iluminare globală îmbunătățită, și efecte meteo realiste. Modelele de personaje și vehicule au fost, de asemenea, reînnoite pentru a arăta mai detaliat și mai modern.
2. Mecanici de joc actualizate: Controlul vehiculelor și al personajelor a fost rafinat pentru a oferi o experiență de joc mai fluidă și mai accesibilă. De asemenea, sistemul de țintire și arme a fost modernizat.
3. Interfață și HUD: Interfața utilizatorului a fost regândită, cu meniuri mai intuitive și un HUD mai clar și mai informativ.
4. Compatibilitate pe mai multe platforme: Remasterizarea a fost lansată pe multiple platforme, inclusiv PlayStation 4 și 5, Xbox One și Series X/S, Nintendo Switch, și PC. Există, de asemenea, versiuni pentru dispozitivele mobile planificate pentru o lansare ulterioară.
5. Alte îmbunătățiri tehnice: Timpul de încărcare a fost redus semnificativ, iar jocurile beneficiază de suport pentru rezoluții 4K și HDR pe platformele care permit acest lucru.

## Recepție și Controverse
La lansare, GTA: The Trilogy – Definitive Edition a primit recenzii mixte. Deși îmbunătățirile grafice și tehnice au fost apreciate, colecția a fost criticată pentru numeroasele bug-uri și probleme de performanță. Mulți jucători au raportat probleme tehnice majore, cum ar fi blocări ale jocului, artefacte grafice și erori în misiuni.
Rockstar Games a recunoscut problemele și a promis remedieri prin actualizări ulterioare. În ciuda criticilor inițiale, jocurile remasterizate au fost apreciate pentru efortul de a moderniza trei titluri clasice și pentru a le face accesibile unei noi generații de jucători.

## Impact și Moștenire
Grand Theft Auto: The Trilogy – The Definitive Edition este un testament al influenței durabile a seriei Grand Theft Auto în cultura populară și în industria jocurilor video. Cele trei titluri incluse în colecție au modelat genul open-world și au stabilit standarde în povestirea interactivă și designul de joc. Remasterizarea lor aduce aceste jocuri iconice într-o nouă lumină, permițându-le să fie redescoperite și apreciate de o nouă generație.
În ciuda problemelor tehnice inițiale, ediția definitivă rămâne o parte importantă a moștenirii Rockstar Games și un tribut adus impactului de durată al seriei Grand Theft Auto.